# 广德火箭发射场
广德火箭发射场:118，又稱為603基地、“T-7”火箭发射场、华东区气象火箭探空基地:55，是中國的亞軌道火箭发射场，位於安徽省廣德市誓節鎮茆林村，面积近3000亩，四面環山，難以進入，由中國科學院管理。广德火箭发射场是中国第一个正规的探空火箭发射场:112。

## 背景

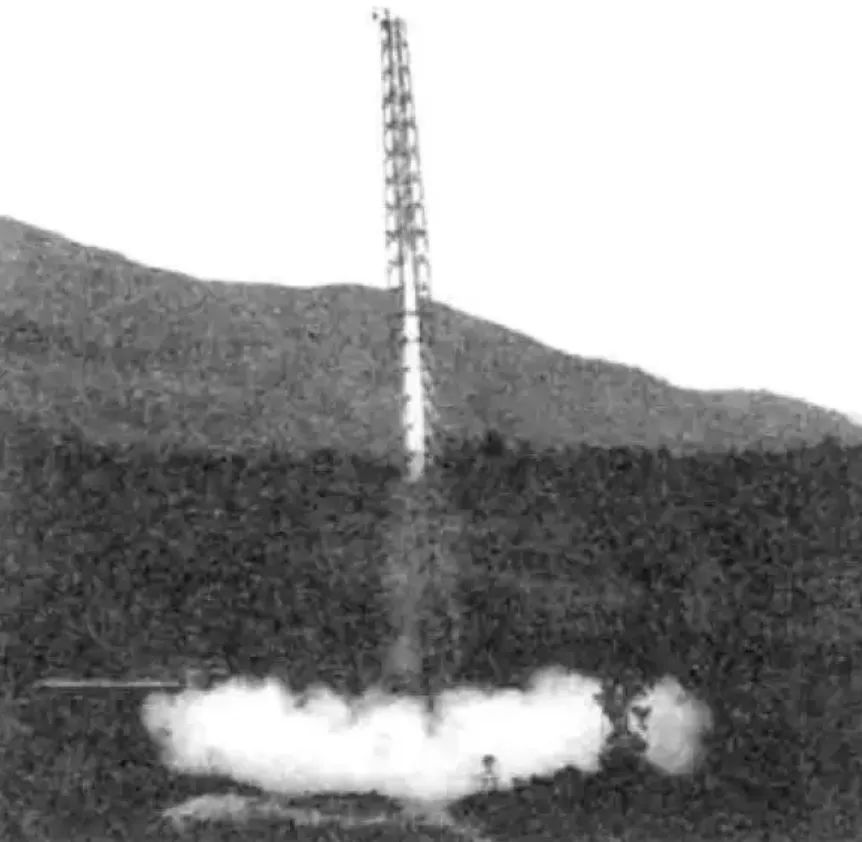
T-7M探空模型火箭于南汇成功发射的情景

1957年至1958年1月，前苏联和美国先后成功发射人造地球卫星。尤其是美国成功发射了“探险者1号”，成为世界上第二个拥有卫星发射技术的国家这一消息，大大刺激了中国科学家:18–19。1958年5月17日，在武昌召开的中共八大二次会议上，毛泽东提出“我们也要搞人造卫星”:19。该会议后，中国科学院和国防部五院提出了“581工程”，将人造卫星的研制列为1958年的首要任务，主要是研制高能推进剂运载火箭和重型卫星，并计划于1959年发射第一颗人造卫星:10。此时中苏关系逐渐恶化，苏联并没有完全按照先前的约定为中国提供援助，因此最为关键的火箭燃料问题得不到解决，火箭的研制工作止步不前:12。1958年8月，中国科学院以中科院力学研究所第一设计院为基础，成立了1001设计院。同年11月，设计院从北京搬迁至上海，并更名为中科院上海机电设计院。1959年1月，在中南海召开的会议上，邓小平认为中国的国力不足，因此无法按照“581工程”所计划的时间发射火箭，并提出应该从基础开始，循序渐进，即先进行探空火箭的相关研究:13。周恩来和聂荣臻随即将这一意见提交给了中国科学院，然后，中国科学院暂时停止了大型运载火箭和人造卫星的研制，将精力放在探空火箭上:13。1960年2月19日，中国第一枚探空模型火箭T-7M在南汇老港火箭发射场成功发射，其飞行高度为8千米。1960年7月16日，苏联照会中国政府，要求将苏联在华专家和顾问全部召回，中国的火箭研制工作陷入困难:17。

## 建设与使用
原先的南汇简易发射场有两方面的缺陷。一方面设施十分简陋:23，规模较小，发射架只有20米高，不利于执行新一代探空火箭发射任务；另一方面位于上海郊区，且临近东海，人口较为密集，火箭着落有危险性，并且火箭箭体回收较为困难:112。因此，1960年2月，中国科学院拟定在华东地区寻找一块相对广阔而又偏僻的山地，建设一个规模稍大的发射试验场，建设工作以地球物理研究所为主，上海机电设计院参与:112。1960年3月，科技人员乘坐飞机在上海周边实地勘察，将新火箭发射场选址于安徽广德誓节渡山区茆林村的一片空旷地。该场地四面环山，开发前遍地灌木荆棘，没有房屋和公路，交通不便，物资供应困难:112。同月，中国科学院与上海市委商定后，广德火箭发射场开始建设，建设工作由地球物理研究所领导:112–113，杨南生负责大工程系统。而选址时间为1960年3月，出于保密需要，这一发射场定名为“603”试验站。1960年6月（一说1960年7月:25），火箭发射场基本建成，占地232.3公頃（3,485亩）［一说165.7公頃（2,485亩）］，海拔高度仅有几十米:55。同时建成了52米高的直导轨桁架式发射架（竖立状态总高度54米:55），并新修了一条8公里的道路。同月，该发射场划归为上海机电设计院领导:113。在不到半年的时间内，发射控制室、发动机测试室、助推器装药室、推进剂加注房、发射场坪和发射架、箭头总装总调间、遥测接收站、雷达阵地工程、气象观测室和生活区等基础设施与场所即已建成:113–114。

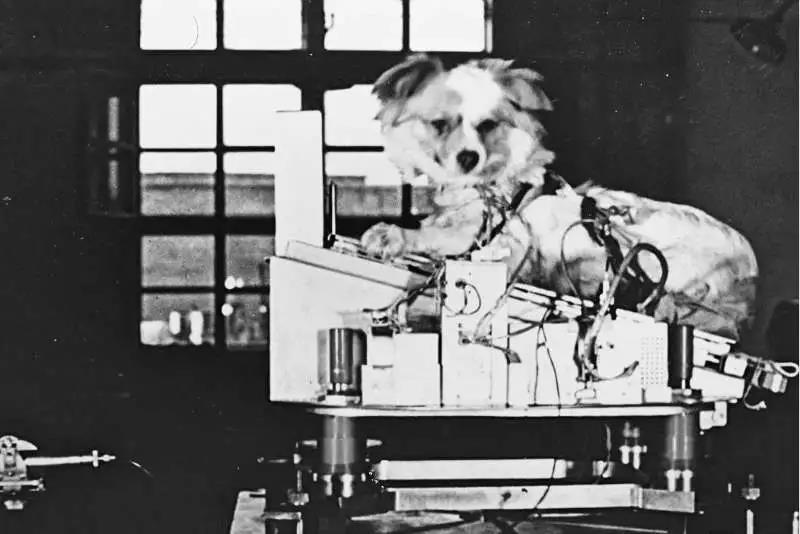
于603基地成功上天的小狗

从1960年7月开始使用，至1966年7月执行最后一批次飞行试验任务，该基地共进行了33次各种类型和多种用途火箭发射试验。1960年6月底，第一枚T-7探空火箭加工完成，运抵广德火箭发射场。7月1日，火箭进行试射。但点火后发动机的管路突然发生爆裂，发射宣告失败:19。1960年9月13日（一说1960年9月1日），中国第一枚液体燃料气象探空火箭T-7在此成功发射，其发射高度已提高到60~80公里:119。同年12月28日，经过近半年时间改进的T-7火箭再次进行试验，钱学森亲自视察。但由于风速过大，火箭过早转向，没有达到预定高度:19。1962年，专家们对T-7火箭进行改进，改进后的型号称为T-7A气象火箭，以便满足中国科学院对气象火箭的新要求:20。这为中国空间生物试验提供了条件:20。为了生物试验的顺利进行，研制人员又对火箭进行了改进，改进后的型号为T-7A（S1），其配备了生命保障系统、摄像系统和磁记录设备:21。1964年7月19日，中国第一枚生物探空火箭成功在此发射。火箭載着八隻大白鼠，到达了80千米的高空，而后回收舱弹出，降落伞打开:21。而后，大型动物飞行试验开始，首先选择的动物是狗:21。工作人员在三十多只小狗中，遴选出了一只小公狗“小豹”和一只小母狗“珊珊”，并使用震动器、离心机等设备，对它们进行了模拟训练:21–22。1966年7月15日，“小豹”被送上了离地面近百千米的高空:22。7月28日，“珊珊”成功上天并安全回到地面，并且箭头生物舱也被完整回收:22。在两只小狗的飞行过程中，科研人员记录了狗的心电、血压、温度和呼吸四大生理指标，并且进行了生物遥测、传感器、舱内动物专用装置等一系列电子学和工程技术的研究。这四大生理指标至今仍为中国载人航天所采用。两只小狗成功着陆后，一起被送往北京:22。这是中国首次对具有高级神经系统的生物进行的空间试验。

## 后续
在这几次空间生物试验成功后，科技人员准备送猴上天。但此时文化大革命爆发，科研人员被紧急召回北京，这一计划被中断:22。1966年后，由于中国的火箭发射任务逐渐转移到酒泉、西昌等新建基地，603基地除了一些小型的试验之外，发展基本处于停滞状态。1968年底，603试验站被移交给了上海市第二机电工业局（现上海航天技术研究院）。2009年，第八研究院重新启动603基地建设。2010年1月13日，上海航天技术研究院对603基地进行了考察，与政府多次洽商后，决定重新将其启用。而后在原探空火箭试验站的基础上，上海航天局将其扩建改造为防空导弹无线电测试等航天产品试验场，为导弹、运载火箭无线电遥测遥控试验和导弹飞行试验提供条件保障。2011年，第八研究院修复了笼式发射塔架。2011年12月，上海航天技术研究院在发射塔架旁树立起一座纪念碑，其正面是钱学森的铜像，背面是603基地的发展历程。2012年3月，第八研究院成立了603基地建设指挥部。2015年12月30日，由当地政府出资的“广德西”高速出口开通，为603基地型号车辆通行提供便利和安全。2016年，相关部门共同出资，对四栋建筑进行了复原和保护性修缮。依靠着这一遗址，茆林村正在规划相关的旅游主题公园，誓节镇也在创建航天旅游小镇。未来，这里还将面向国内航空、航天、兵器、电子等行业的科研单位，承担国家重大国防项目攻关的试验任务。

## 纪念
2006年正值中国农历生肖狗年，当年7月15日，广德县邮政局和上海航天技术研究院联合制作发行了中国小狗“小豹”和“珊珊”飞天探路四十周年纪念信封。第八研究院征集各类历史文物资料包括实物、文字、图片、影像等57份，并制作了《寻根603》纪录片，还编辑出版了《星火思源》纪念603基地建设文集。

## 延伸阅读
- 江丕栋主编; 中国科学院生物物理研究所编. . 北京市: 科学出版社. 2008-03. ISBN 978-7-03-020524-7 （中文（中国大陆））.